# Българско училище „Слово“ (Оксфорд)
Българското училище „Слово“ е училище на българската общност в град Оксфорд, Англия. Създадено е през 2015 г. През учебната 2024/2025 г. в него се обучават 75 деца. Към 2025 г. директор на училището е Валентина Александрова-Кирова, която е в него от неговото създаване.